# Vlak dětství a naděje
Vlak dětství a naděje je československý televizní seriál režiséra Karla Kachyni z roku 1985 natočený Hlavní redakcí vysílání pro děti a mládež Československé televize a ve spolupráci s Hlavní redakcí dramatického vysílání ve Filmovém studiu Barrandov. V hlavních rolích Stanislav Zindulka, Žaneta Fuchsová a Helena Růžičková. Předlohou seriálu je románový triptych Věry Sládkové Malý muž a velká žena, jehož části jsou Poslední vlak z Frývaldova (1974), Pluky zla (1975) a Dítě svoboděnky (1982). Seriál byl sice natočen v roce 1985, ale do vysílání byl po čtyřletém cenzorském zákazu puštěn až v roce 1989, díky politickému uvolňování v době Gorbačovovy perestrojky.

## Obsazení
- Žaneta Fuchsová – Věrka, malá
- Tereza Brodská – Věrka, dospívající
- Stanislav Zindulka – Josef Pumplmě, otec Věrky
- Helena Růžičková – Anna Urbanová
- Bohumila Dolejšová – Kateřina, matka Věrky
- Vladimír Javorský – holič Sepp
- Zdeněk Řehoř – zubař Steiner
- Jiřina Třebická – bláznivá Ema
- Jiří Langmajer – voják Pavel
- František Husák – Jaroušek Vémola
- Alena Vránová – Breberová, úřednice pojišťovny
- Lubomír Kostelka – pekař Týc
- Pavel Pochylý – Milan
- Šárka Štembergová – babička Věrky ze Slovácka
- Karel Augusta – strýc Jožka
- Eva Svobodová – babička Věrky z Brna
- Vladimír Hlavatý – dědeček Věrky z Brna
- Jana Andresíková – teta Eliška
- Eva Řepíková – teta Amálka
- Karel Linc – Prišvinger
- Vlastimil Bedrna – hluchoněmý strýček František
- Laďka Kozderková – přítelkyně hluchoněmého strýčka
- Václav Kaňkovský – žebrák
- Marie Brožová – babička v horách
- Oldřich Vlach – vinárník Wagner
- Bronislav Poloczek – strážník Zucker
- Antonín Hardt – kupec Glock
- Jiřina Jelenská – Glocková
- Dana Balounová – Rozárka, herečka u ochotníků
- Milan Riehs – režisér ochotníků
- Věra Galatíková – poštovní úřednice Vlasta
- Stanislav Tříska – železničář Drábek
- L. Kovaříková – Dora Drábková, kamarádka Věrky
- Mahulena Bočanová – Markétka
- Gabriela Wilhelmová – matka Seppa
- Milan Starý – pekař Poldík
- Jan Skopeček – učitel
- Jana Hlaváčková – sousedka ve vlaku
- Zuzana Talpová – Bezděčka
- Zuzana Schmidová – manželka strýce Jožky
- Ivan Vyskočil – odbojář
- Jan Přeučil – fašista
- Miloslav Štibich – prodavač loutek Staněk
- Zuzana Bydžovská – Greta
- Bořivoj Navrátil – německý důstojník
- Václav Štekl – vedoucí pošty
- Nina Divíšková – Milanova matka
- Jiří Pleskot – ředitel pojišťovny
- Oto Ševčík – Alfred Dorn, personální šéf v pojišťovně
- Ivo Niederle – Bittner, vrátný v pojišťovně
- Zora Jiráková – úřednice v pojišťovně
- Svatava Hubeňáková – úřednice v pojišťovně
- Miriam Brochová – úřednice v pojišťovně
- Václav Vydra – přítel mladé úřednice
- Zdeněk Ornest – Artur Breber
- Karel Heřmánek – Breberův kamarád
- Michal Pešek – Cyril Pešek
- Otto Šimánek – číšník
- Jarmila Švehlová – vypravěčka

## Seznam dílů
1. Sněhurčina smrt
2. Malý muž a velká žena
3. Trápení kocoura Žolyho
4. Válka si nevybírá
5. Moje druhá první láska
6. Návrat domů

"Na tragickej život jsem já pes!"
role Anna Urbanová

## Zajímavosti
- Natáčení probíhalo na Sokolovsku v Lokti, Nejdku, Březové u Karlových Varů, v Praze Braníku, na Albertově, v Brně-Židenicích a v Červených Pečkách u Kolína.[3]
- Po zdravotních potížích Heleny Růžičkové zvažovala produkce pro roli Amazonky Mílu Myslíkovou ale režisér Karel Kachyňa prosazoval Helenu Růžičkovou i kdyby měli natáčení odložit o půl roku.